# 코스모폴리탄 오브 라스베이거스

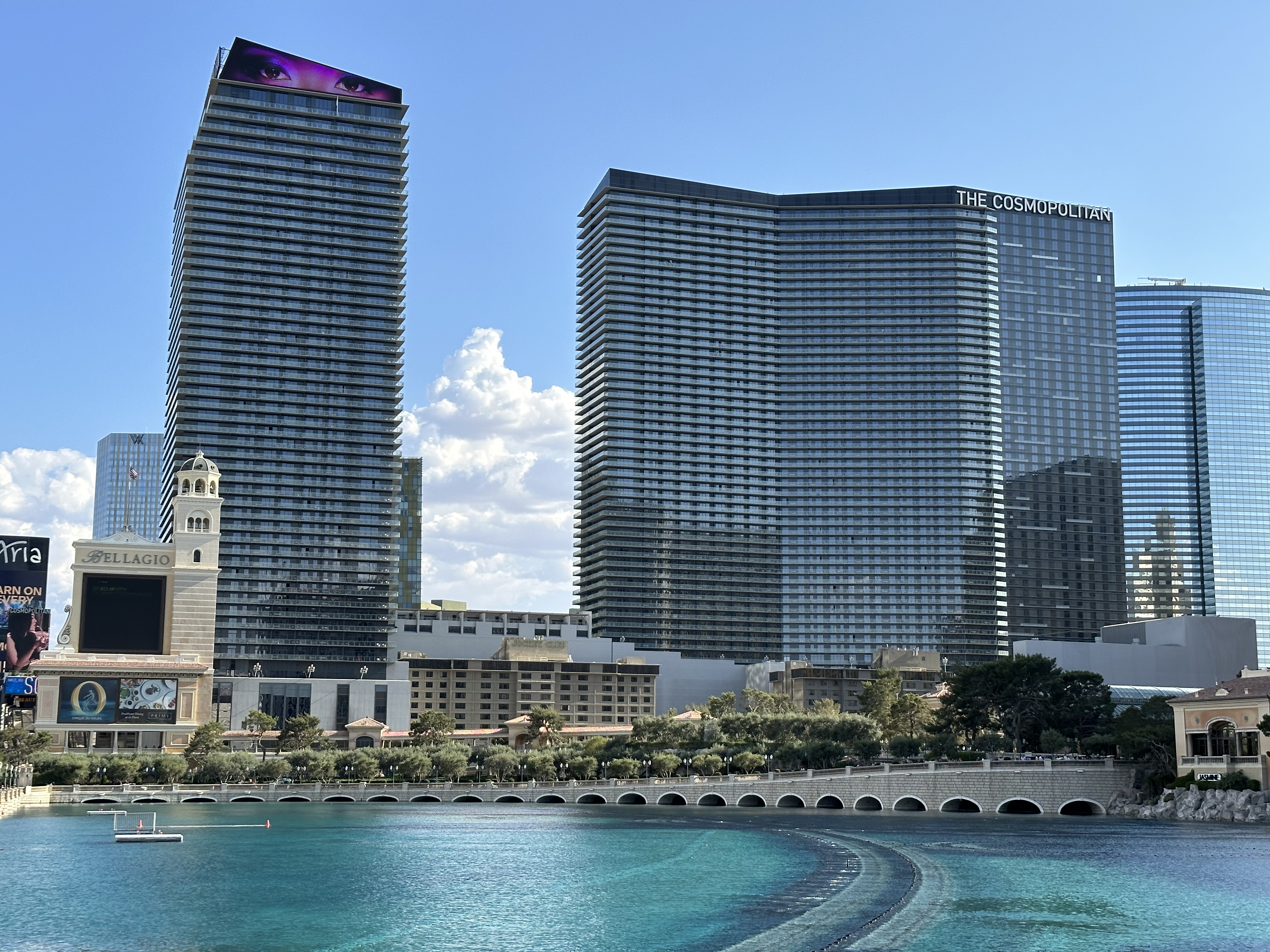

코스모폴리탄 오브 라스베이거스(Cosmopolitan of Las Vegas, 일반적으로 간단히 코스모폴리탄 또는 코스모로 호칭)는 네바다주 패러다이스 (네바다주)의 라스베이거스 스트립에 위치한 리조트 카지노이자 호텔이다. 블랙스톤 그룹, 스톤피크 파트너스(Stonepeak Partners) 및 청 패밀리 트러스트(Cherng Family Trust)가 소유하고 MGM 리조트 인터내셔널이 운영한다. 이 리조트에는 100,000평방피트(9,300m2) 규모의 카지노와 2개의 타워에 걸쳐 3,033개의 객실은 물론 3,200석 규모의 공연장과 다양한 레스토랑이 있다.
이 프로젝트는 부동산 개발업체인 이안 브루스 아이크너(Ian Bruce Eichner)가 포함된 합작 투자 회사에 의해 2004년에 발표되었다. 호텔 타워 건설은 지하 주차장 굴착 작업 이후 2007년 4월에 시작되었다. 도이체 방크는 프로젝트 자금 조달을 도왔고 원래 개발자가 대출을 불이행한 후 2008년 9월에 소유권을 인수했다. 리조트 내부는 여러 차례 재설계를 거쳤으며 콘도 호텔 구성 요소를 포함하려는 계획은 결국 폐기되었다.
코스모폴리탄은 2010년 12월 15일 개장했으며 가격은 39억 달러로 당시까지 건설된 스트립 리조트 중 가장 비싼 곳이었다. 카지노 수익은 다른 편의 시설에 비해 뒤떨어졌지만 리조트는 인기가 있는 것으로 입증되었다. 도이체방크는 2014년 이 리조트를 블랙스톤 그룹에 17억 달러에 매각했다. 블랙스톤은 게임 수익을 향상시키는 수많은 변경 사항을 적용했으며, 조합 계약이 없다는 이유로 리조트에서 회원들이 항의했던 요리 노동 조합과도 계약을 협상했다. 리조트 운영은 2022년 MGM에 매각되었으며 청과 스톤피크는 블랙스톤의 소유주로 합류했다.